# Ŕ

Ŕ (onderkast ŕ) is een letter van het Slowaakse en het Nedersorbisch alfabet. Het is gevormd met de Latijnse letter R met een accent aigu.